# Blue Moon (2025)
Blue Moon är en kommande amerikansk biografisk musikaldramafilm regisserad av Richard Linklater, skriven av Robert Kaplow, och producerad av Sony Pictures Classics, Detour Filmproduction och Renovo Media Group, i samarbete med Wild Atlantic Pictures, Under the Influence och Cinetic Media. Filmen fungerar som en form av biografi för låtskrivaren Lorenz Hart. Huvudrollerna spelas av Ethan Hawke, Margaret Qualley, Bobby Cannavale och Andrew Scott.

## Handling
Filmen utspelar sig till stor del under premiärkvällen av musikalen Oklahoma!, den 31 mars 1943. Samtidigt som denna musikal är i full gång med sin premiär, kämpar låtskrivaren, tillika Richard Rodgers före detta låtskrivarpartner Lorenz Hart, med problem som rör hans alkoholism och mentala hälsa/depression.

## Rollista
| Ethan Hawke      | – Lorenz Hart          |
| Andrew Scott     | – Oscar Hammerstein II |
| Margaret Qualley |                        |
| Bobby Cannavale  |                        |

## Produktion
I juni 2024 rapporterades det att en biografi av låtskrivaren Lorenz Hart hade blivit skriven, med Richard Linklater ansluten som regissör och producent, tillsammans med John Sloss. Senare samma månad anslöt sig Ethan Hawke, Margaret Qualley, Bobby Cannavale och Andrew Scott till rollistan, samt att Sony Pictures Classics meddelades ha förvärvat de världsomspännande distributionsrättigheterna, utöver att de hade gått med i projektet som medfinansiär.
Huvudfotograferingen för filmen påbörjades i Irlands huvudstad Dublin i början av juli 2024, och fortsatte en bit in i augusti 2024. Inspelningen avslutades i september 2024.

## Släpp
Blue Moon är planerad att ha sin första premiärvisning på Filmfestivalen i Berlin, den 18 februari 2025. Filmen rapporterades ha ett amerikanskt premiärdatum i maj 2025.